# International Viewpoint
International Viewpoint är ett internetbaserat organ för den trotskistiska organisationen Fjärde internationalen.